# Vin et culture

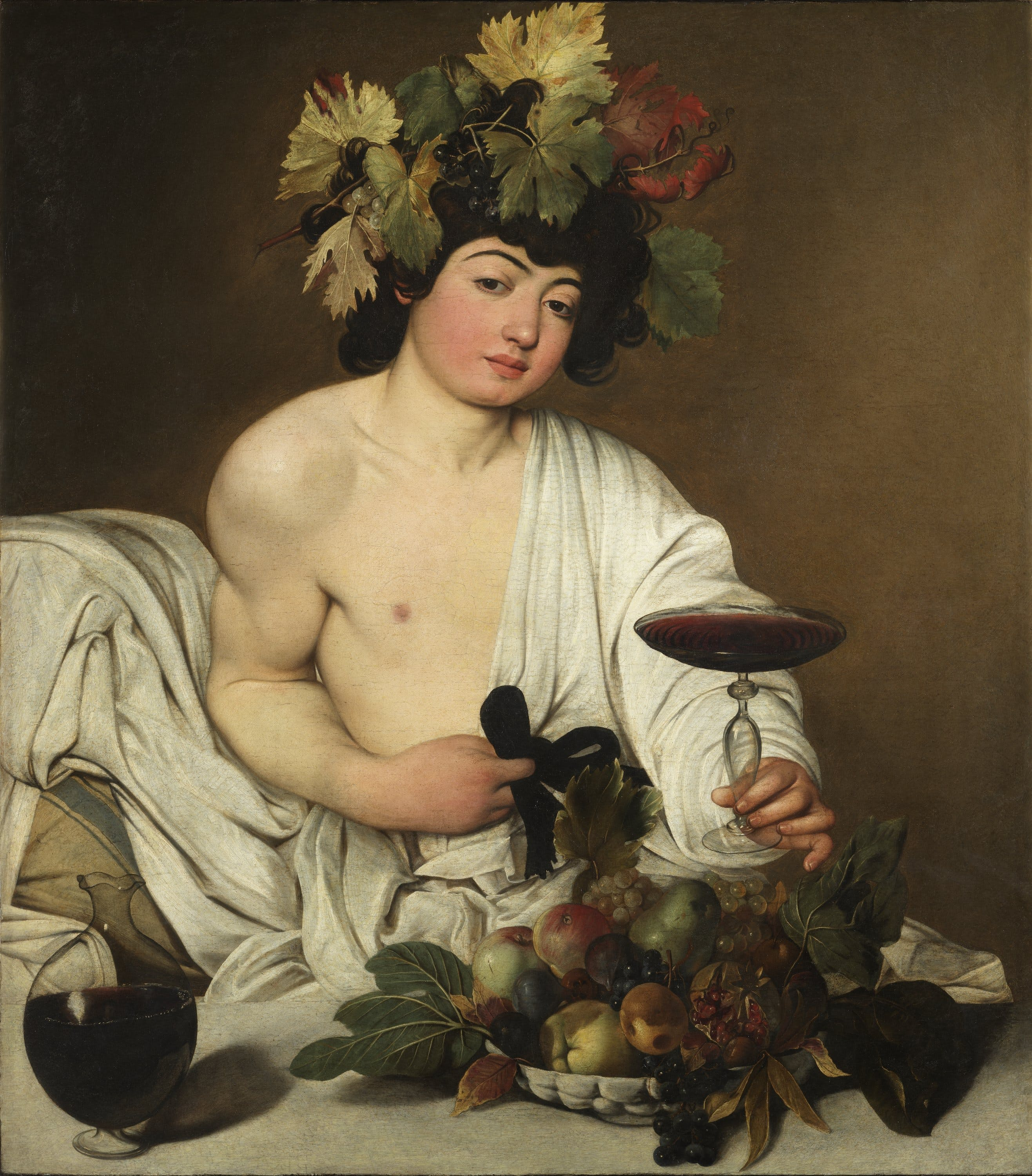
Bacchus par Caravage

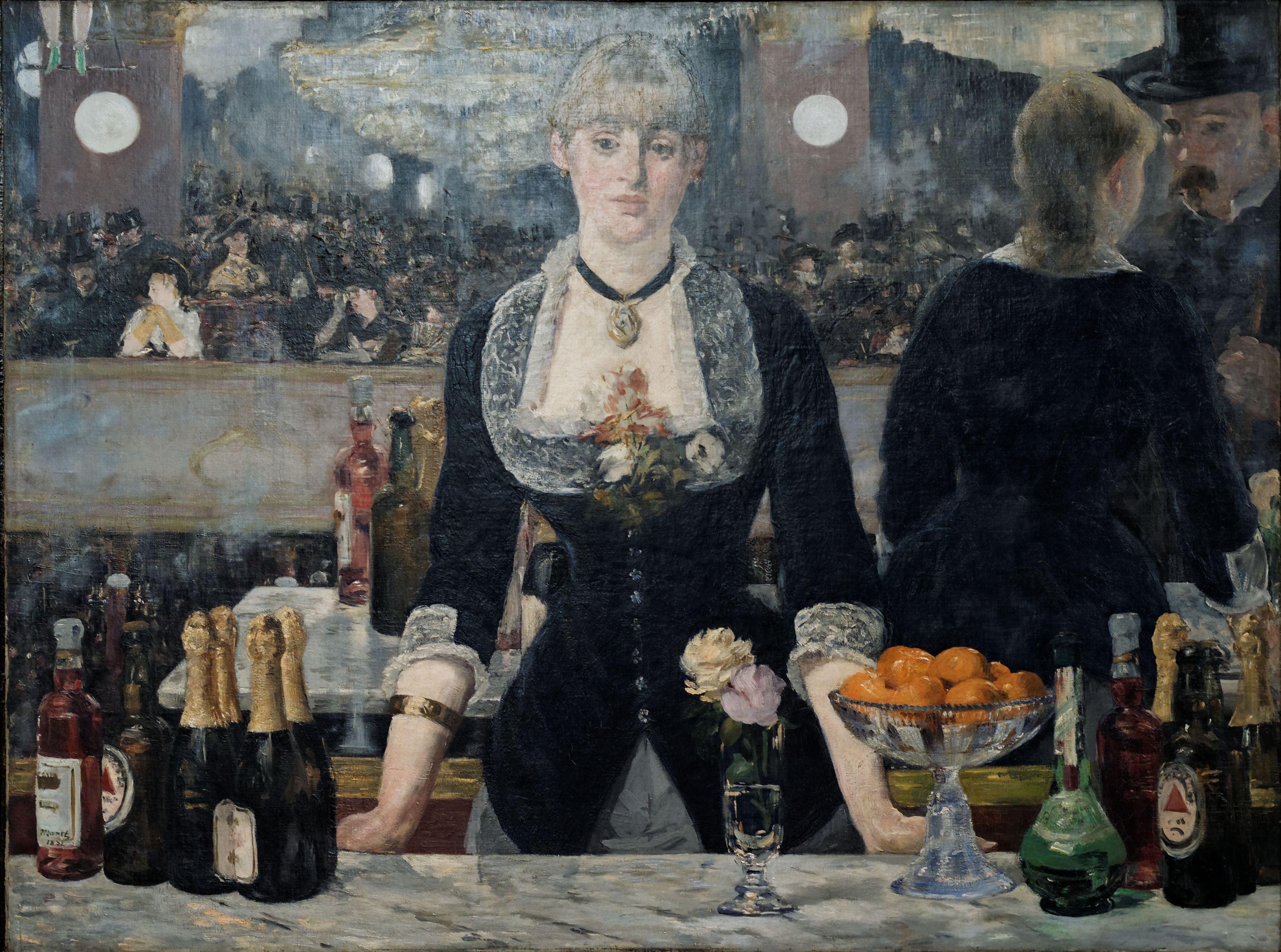
Un bar aux Folies Bergère, d'Édouard Manet

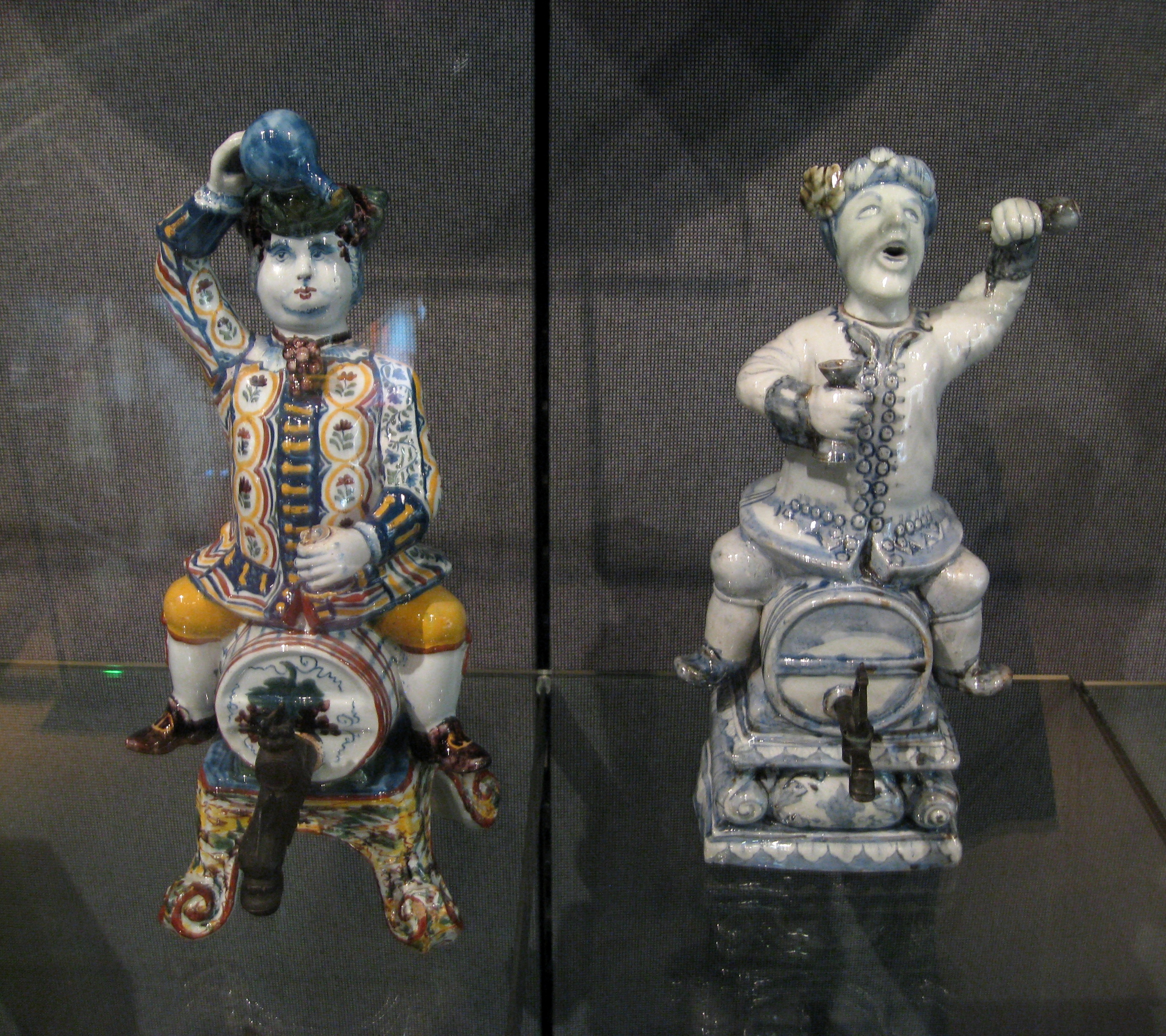
Faïences, à droite, de Delft, à gauche, d'Arita, XVIIIe siècle

Le vin et la culture sont liés depuis l'Antiquité. Des artistes ont cherché leur inspiration dans ce breuvage parfois considéré comme un don des dieux. Le vin a tenu dans les arts plastiques une place importante tant dans la poterie, la peinture et la gravure, la sculpture que plus récemment dans la philatélie et la marcophilie. Il en est de même dans les arts descriptifs. Il est d'ailleurs en Europe occidentale, grâce à Dionysos et à ses Mystères, une origine du théâtre. La littérature lui a souvent rendu un hommage appuyé. Plusieurs grands compositeurs de musique classique et d'art lyrique l'on intégré dans leurs œuvres. Il a servi de thème ou de sujet de prédilection dans le 7e Art. Une multitude de chansons célèbrent ses vertus à tel point que la chanson à boire fournit depuis des siècles des refrains populaires.
Selon Michel Bouvier : « L'homme a créé le vin, il y a bien longtemps, à partir du fruit de la vigne et il a été si fier de son invention qu'il en a fait non seulement une partie importante de son alimentation, mais qu'il l'a intégré dans sa religion, ses traditions, ses plaisirs et même sa culture ».

## Vin dans les arts plastiques

### Poterie et céramique
Cette jarre à vin décorée[Laquelle ?] a été découverte lors des fouilles sur le site d'Arhishtihinili (Xe – VIIe siècle av. notre ère). Les vins de l'Urartu (en arménien Ուրարտու) ont été élaborés, bien avant ceux de la Grèce antique, grâce à la technique du passerillage (raisins séchés au soleil). Ce qui permettait d'obtenir un vin épais et sirupeux. La recherche archéologique a également constaté qu'à Urartu le soufre était employé pour lutter contre les maladies des vins.
Sur cette coupe attique à figures rouges du Musée du Louvre, qui porte une inscription kalos, un jeune homme utilise une œnochoé pour puiser le vin d'un cratère et remplir son kylix. Sa nudité montre qu'il sert d'échanson dans un symposion. Cette coupe a été datée v. 490-480 av. notre ère.

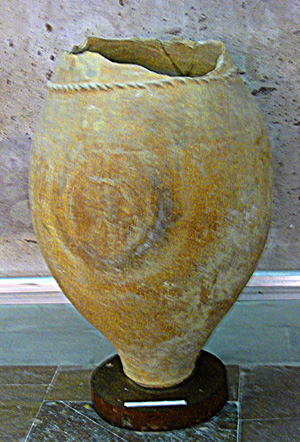
Poterie d'Urartu (jarre à vin décorée) fouilles d'Arhishtihinili.
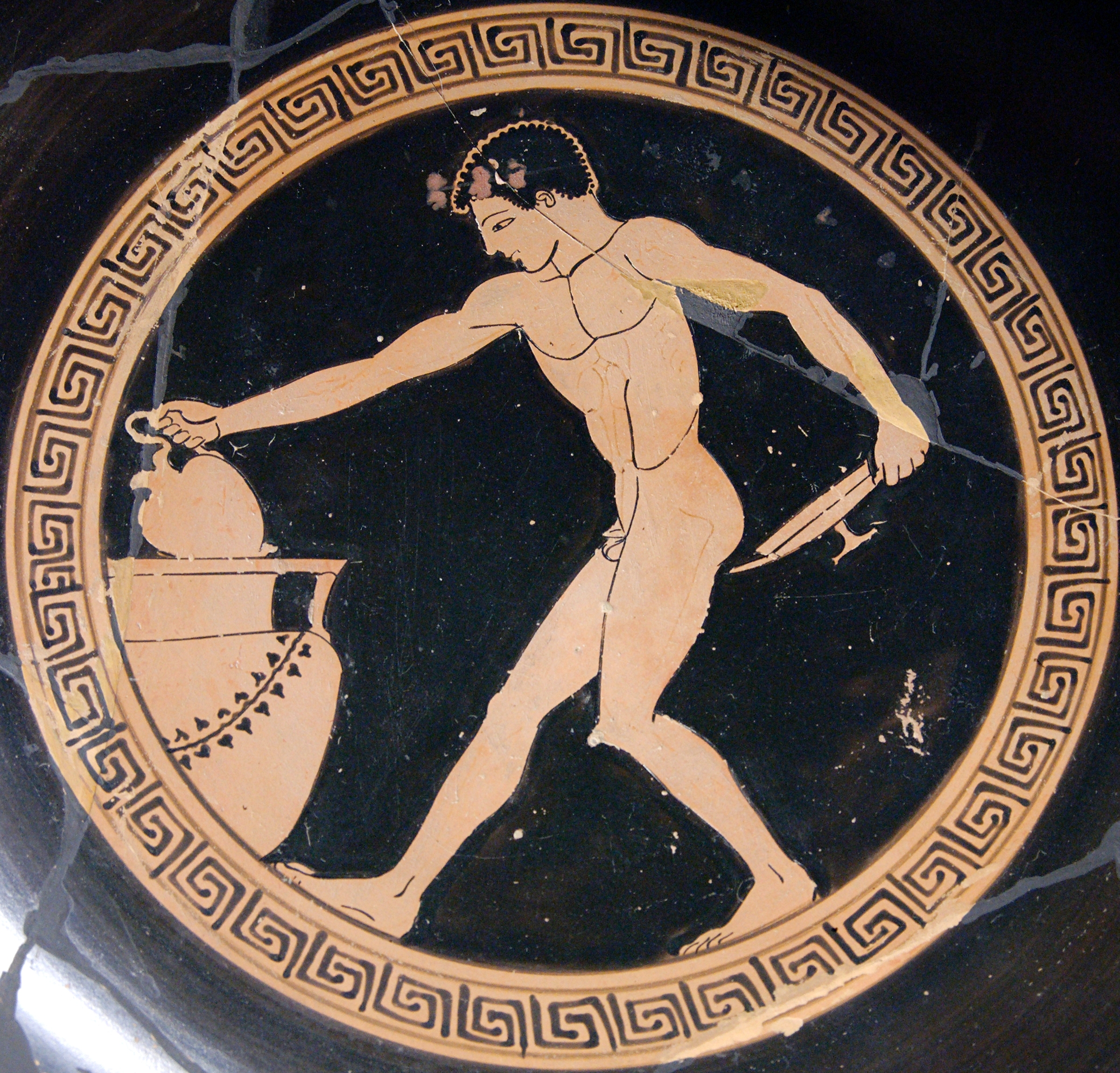
Éphèbe puisant dans un cratère grâce à une œnochoé pour remplir son kylix de vin, v. 490-480 av. J.-C., musée du Louvre.
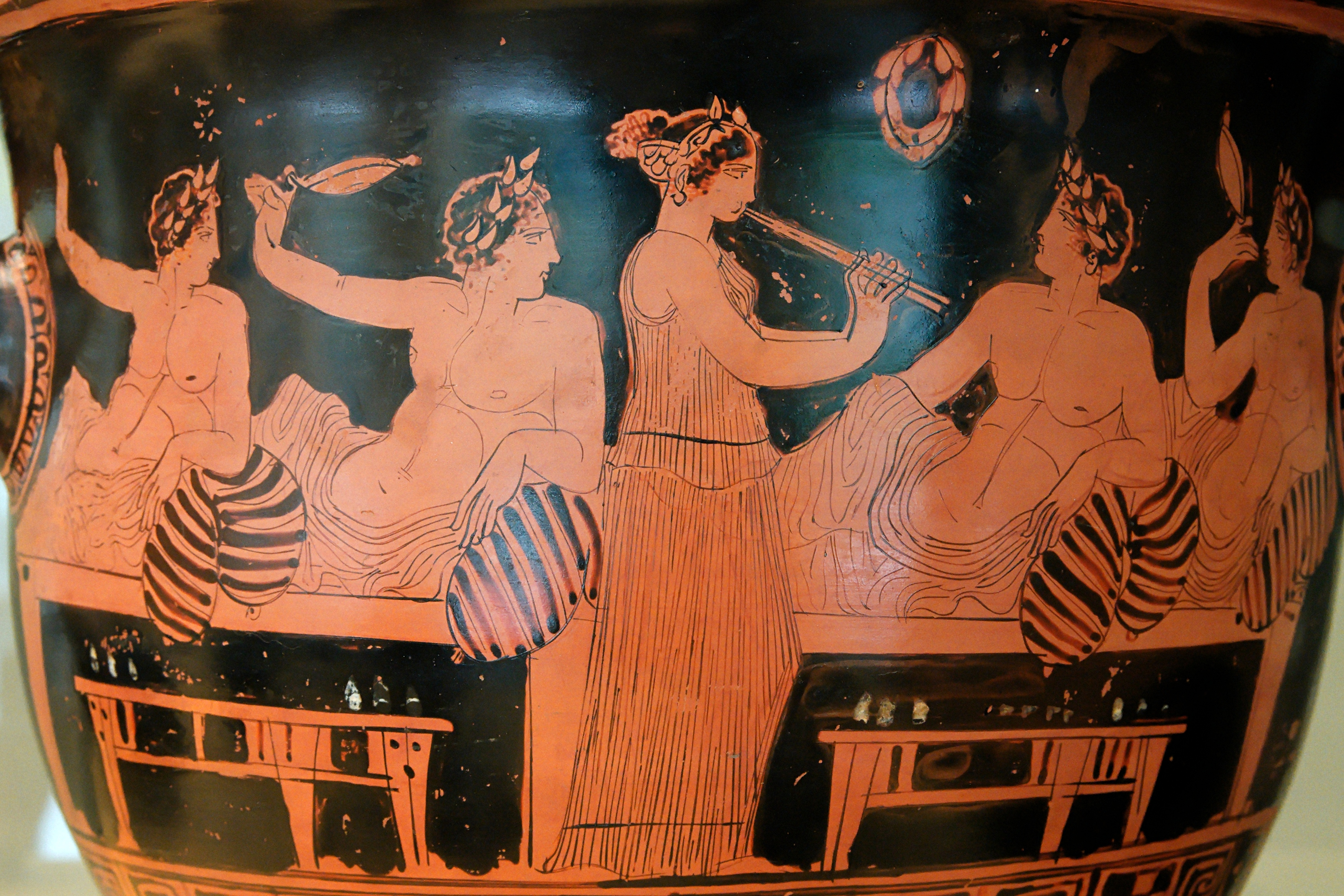
Symposium du peintre Nikias.
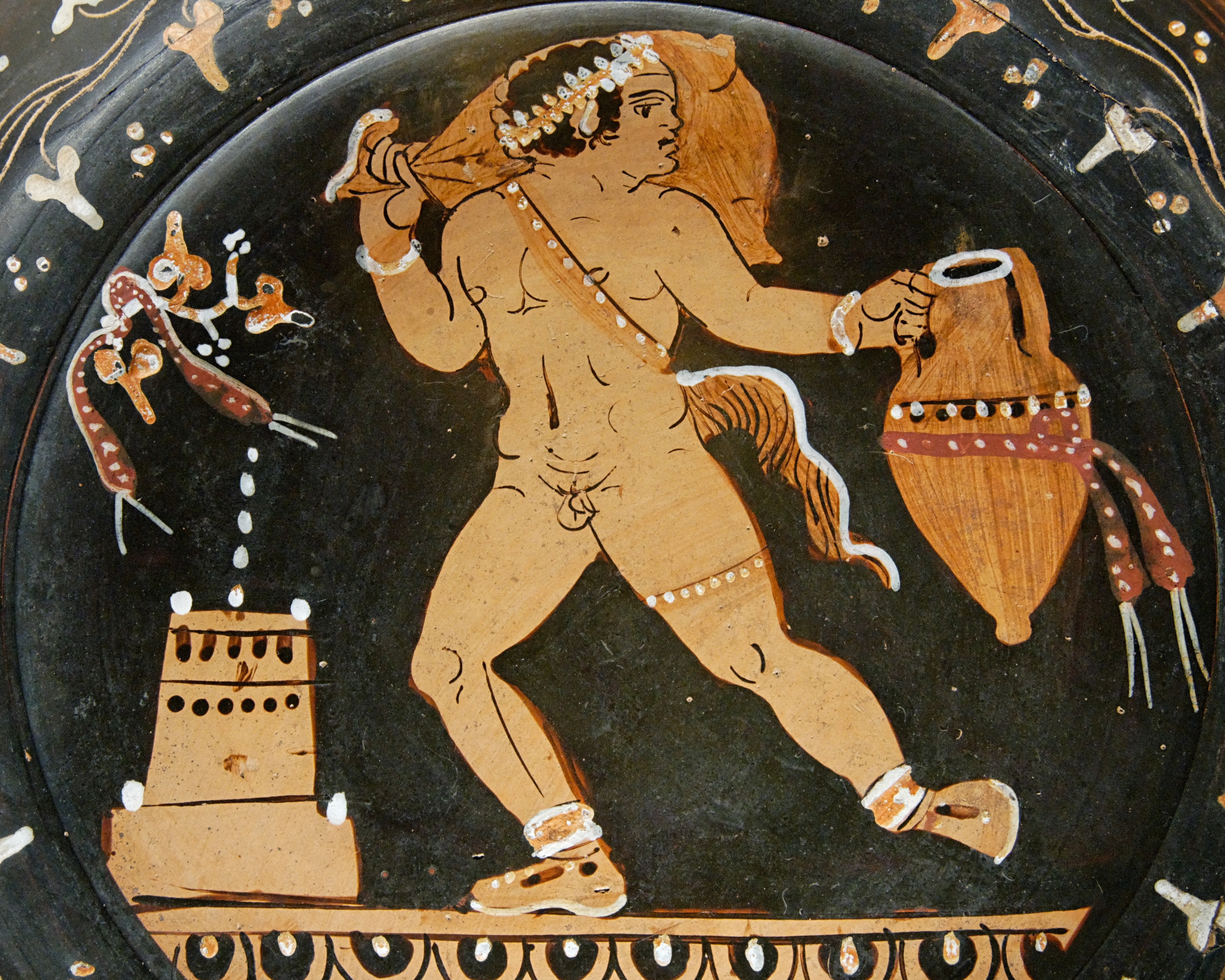
Satyre à l'outre et à l'amphore.

Parmi les collections du Musée Archéologique National d'Espagne, à Madrid, se trouve un cratère attique à figures rouges, daté de 420 av. notre ère. Attribué au peintre Nikias, il montre une scène de banquet (ou symposion) où des convives jouent au cottabe alors qu'une jeune fille joue de l'aulos.
Les collections du Musée du Louvre possèdent un kylix apode et à figures rouges, provenant de Paestum. Sur celui-ci a été peint un satyre portant une outre, pleine de vin, et une amphore. Il est à noter la présence d'un serpent lové autour d'une branche d'arbre et prêt à frapper les parties sexuelles du satyre. Cette céramique a été datée vers 360-350 av. notre ère.

### Peinture et gravure
À Paestum, les fresques de la Tombe du Plongeur figurent un symposion. On y voit un eromenos offrant une coupe de vin à son erastes. Cette scène, qui se trouvait sur le mur Nord du Tombeau, est maintenant exposée au Musée national de Paestum. Ces fresques ont été datées d'environ 475-470 av. notre ère.
Fiodor Bruni, peintre d'origine italienne installé en Russie, fut après des études à Rome, directeur de Beaux-Arts de Saint-Pétersbourg. Son tableau aujourd'hui connu sous le nom de « Bacchant giving Cupid drink » est exposé au Salon de Paris de 1839. Il souleva l'ire d'un pigiste qui l'a visité pour rendre compte aux lecteurs des Annales de la philosophie chrétienne des tableaux religieux exposés. Dans une lettre adressée à son directeur, il explique : « C'est ainsi que M. Bruni a peint une femme dégoûtante, dans sa nudité, une véritable Bacchante, à laquelle il a donné le nom allégorique de l'Envie ».
Carlos Schwabe, qui illustre Les Fleurs du mal de Baudelaire, peint L'Âme du vin, un des cinq poèmes thématiques sur le vin avec Le Vin des chiffonniers, Le Vin de l’assassin, Le Vin du solitaire, et Le Vin des amants.
L'âme du vin

Car j’éprouve une joie immense quand je tombe

Dans le gosier d’un homme usé par ses travaux,

Et sa chaude poitrine est une douce tombe

Où je me plais bien mieux que dans mes froids caveaux.

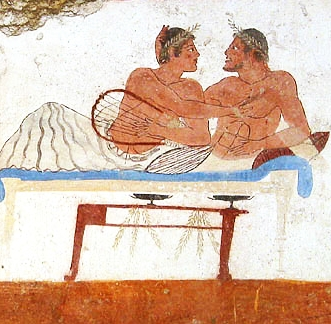
Fresque de la Tombe du Plongeur.
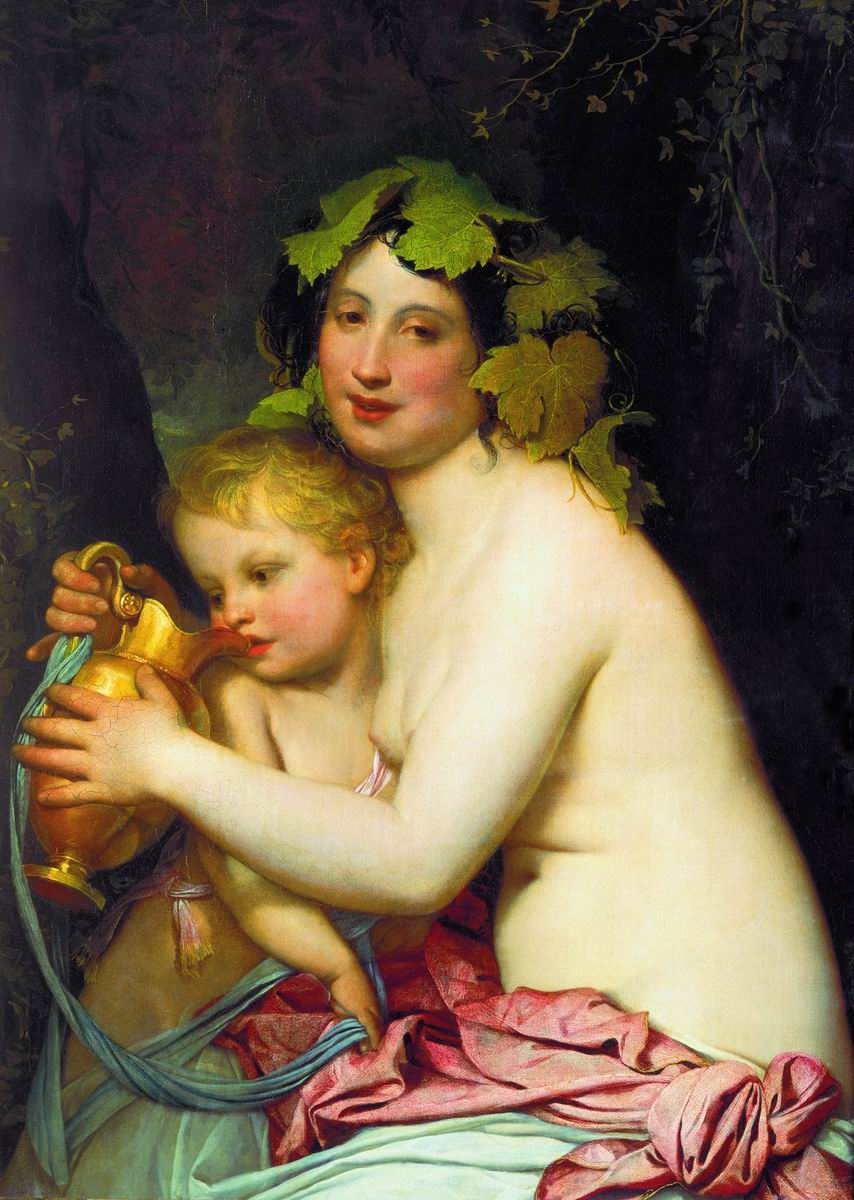
Bacchante donnant à boire du vin à Cupidon (1828) par Fédor Bruni (1799-1875).
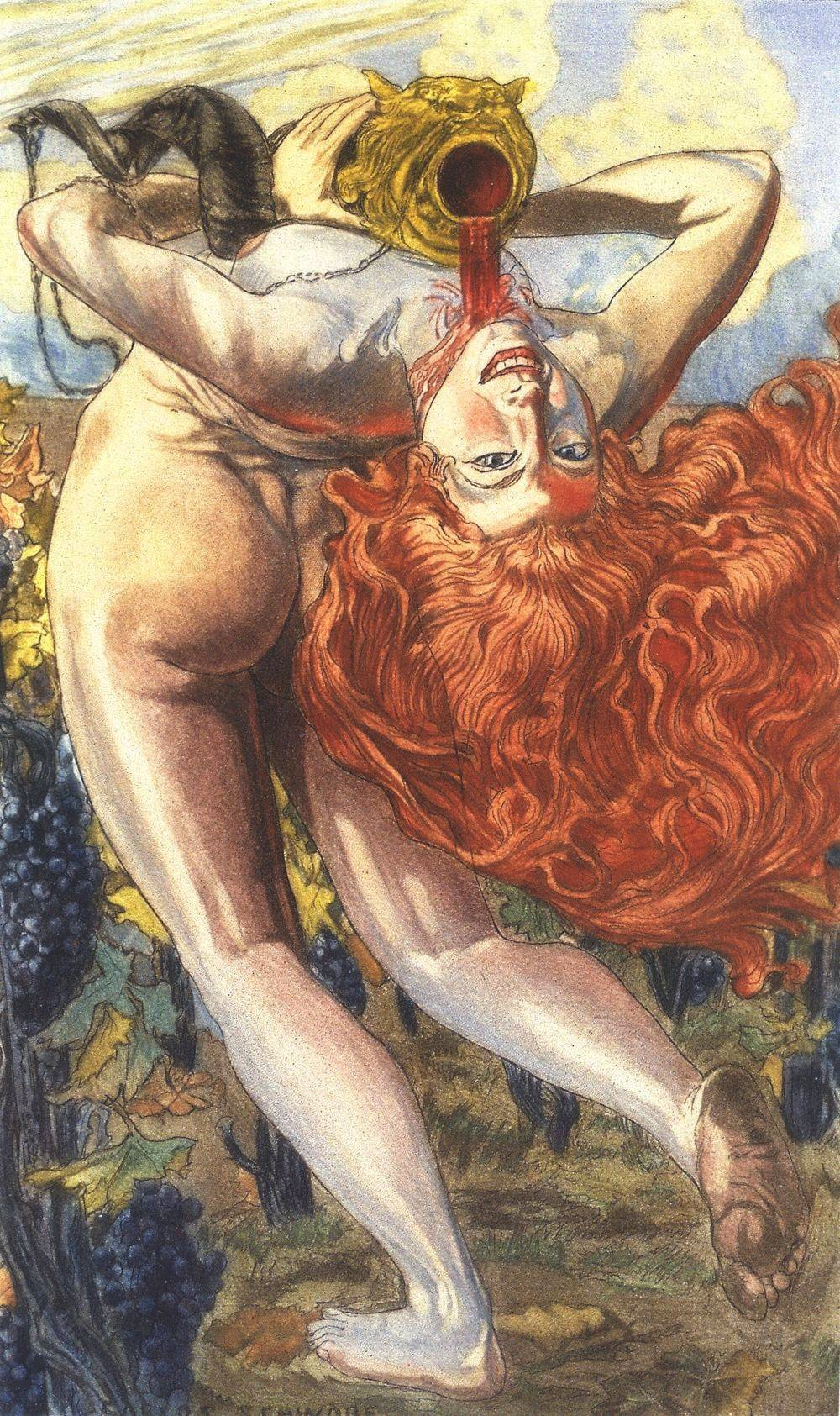
L'âme du vin par Carlos Schwabe (1877–1926).
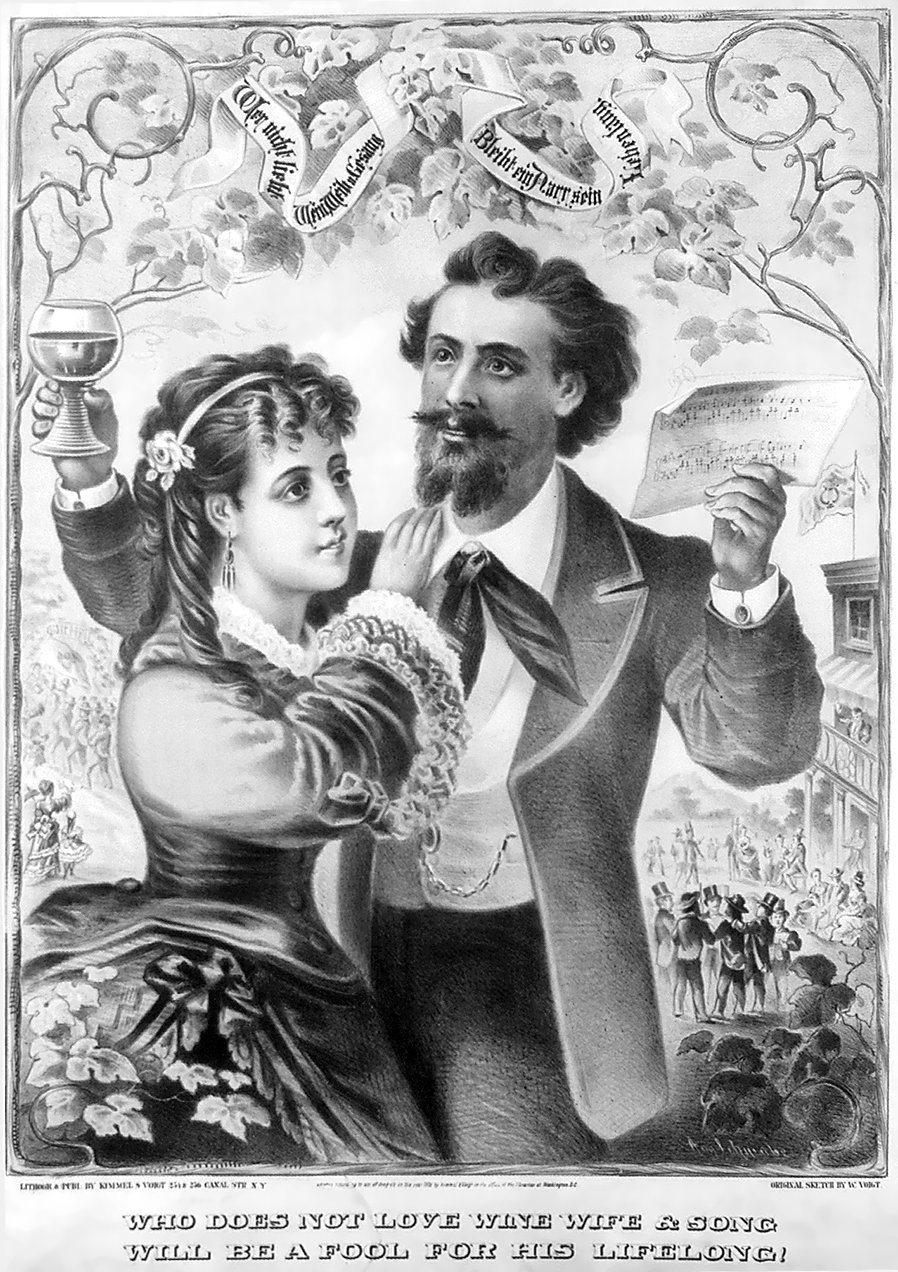
Qui n'aime pas le vin, les femmes et la chanson sera un sot toute sa vie.

Cette gravure a été publiée par Kimmel et Voigt à New York, en 1873. Outre sa signification évidente et sa référence à une valse de Johann Strauss II, c'est surtout une affirmation vigoureuse des valeurs culturelles d'immigrants allemands aux États-Unis, face aux premières tentatives prohibitionnistes. Sa légende « Qui n'aime pas le vin, les femmes, et de la chanson, reste un sot toute sa vie », souvent attribuée à Luther, est plus probablement un mot de Johann HeinrichLa Voß.

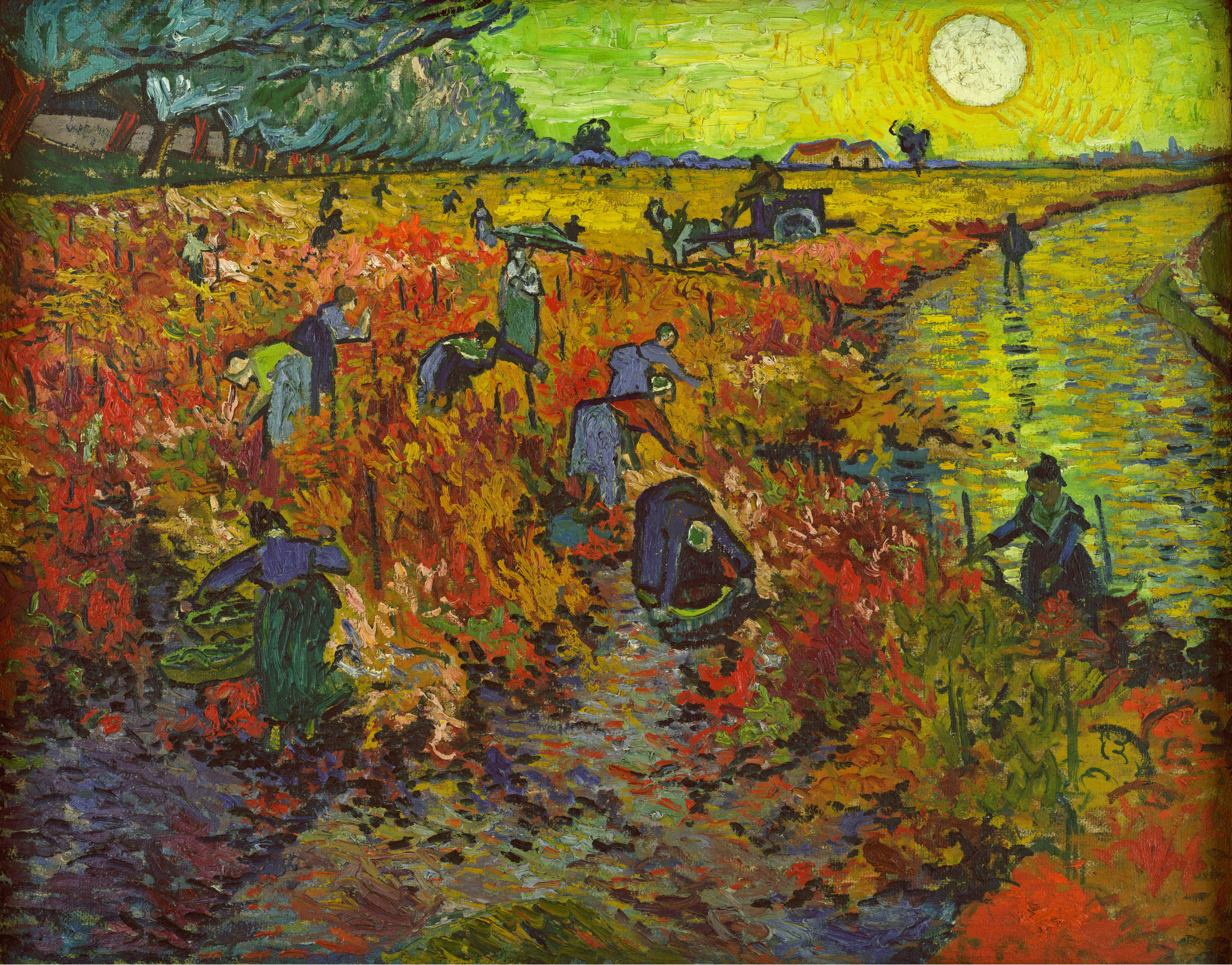
La Vigne rouge, Vincent van Gogh, 1888.

Vincent van Gogh peint trois paysages de vignes : Le Vignoble vert, Vignes avec vue d’Auvers et La Vigne rouge. Celui-ci pourrait être le premier tableau dont le titre comporte le mot « vigne », ainsi qu'un des tableaux les plus chers s'il venait à être mis en vente.

### Sculpture
À l'époque hellénistique, les figurines deviennent des grotesques : êtres difformes, pourvus de têtes démesurées, de ventres proéminents, de gros seins tombants, bossus ou encore chauves. Un bon exemple est donné par cette terre cuite originaire de Kertch, la femme obèse tenant une jarre à vin.
Ce marbre du IIe siècle av. notre ère (-200/-180) est attribué à Myron de Thèbes. Il représente une vieille femme ivre tenant contre elle un lagynos décoré en relief. Il en existe plusieurs exemplaires, dont un à la Glyptothèque de Munich et celui-ci appartenant aux Musées du Capitole de Rome. Cette œuvre majeure émeut car « la vieille ivrogne... montre un corps pas du tout idéalisé mais, au contraire, réaliste et dépourvu de beauté. ».

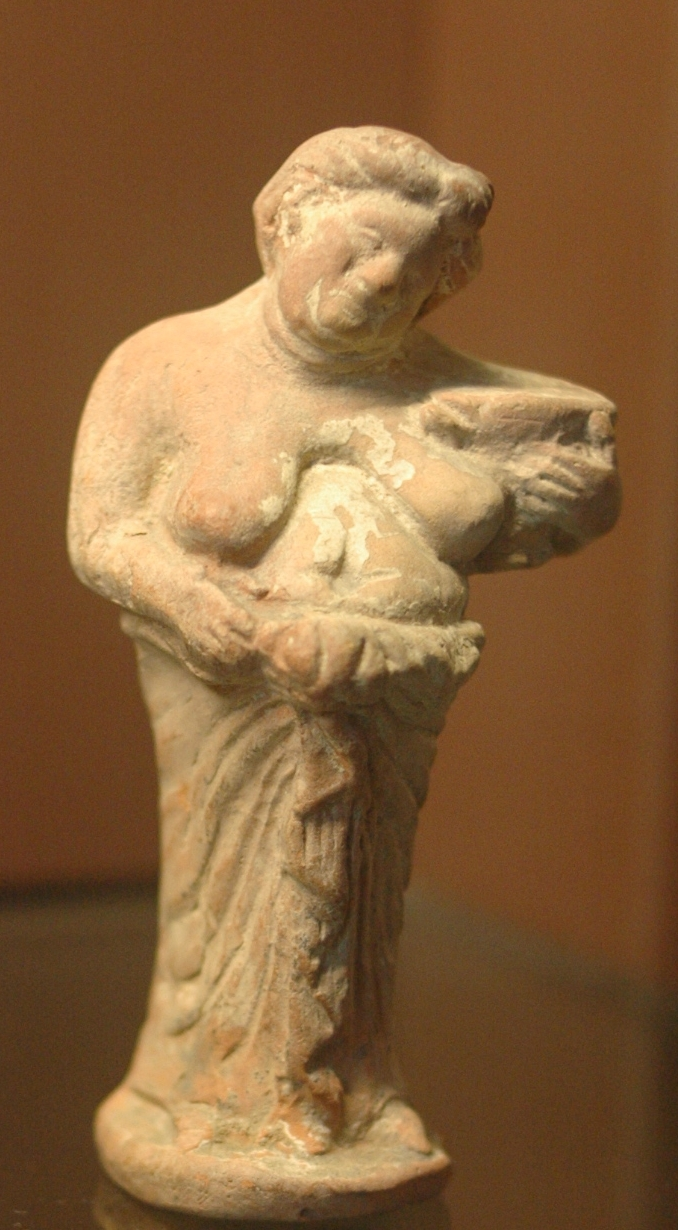
Grotesque originaire de Kertch : femme obèse tenant une jarre à vin, v. 350-300 av. notre ère, Musée du Louvre.
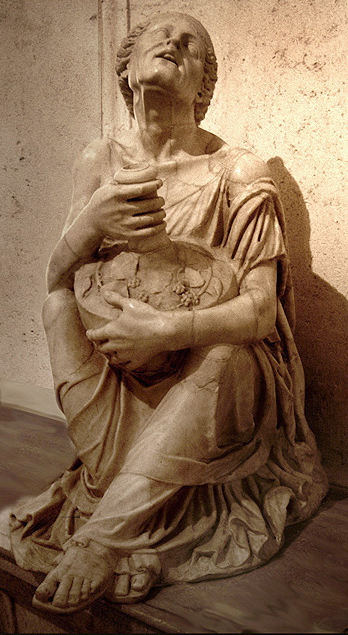
Vieille femme ivre. Ce type de statutaire célèbre est attribué à Myron selon la tradition romaine.
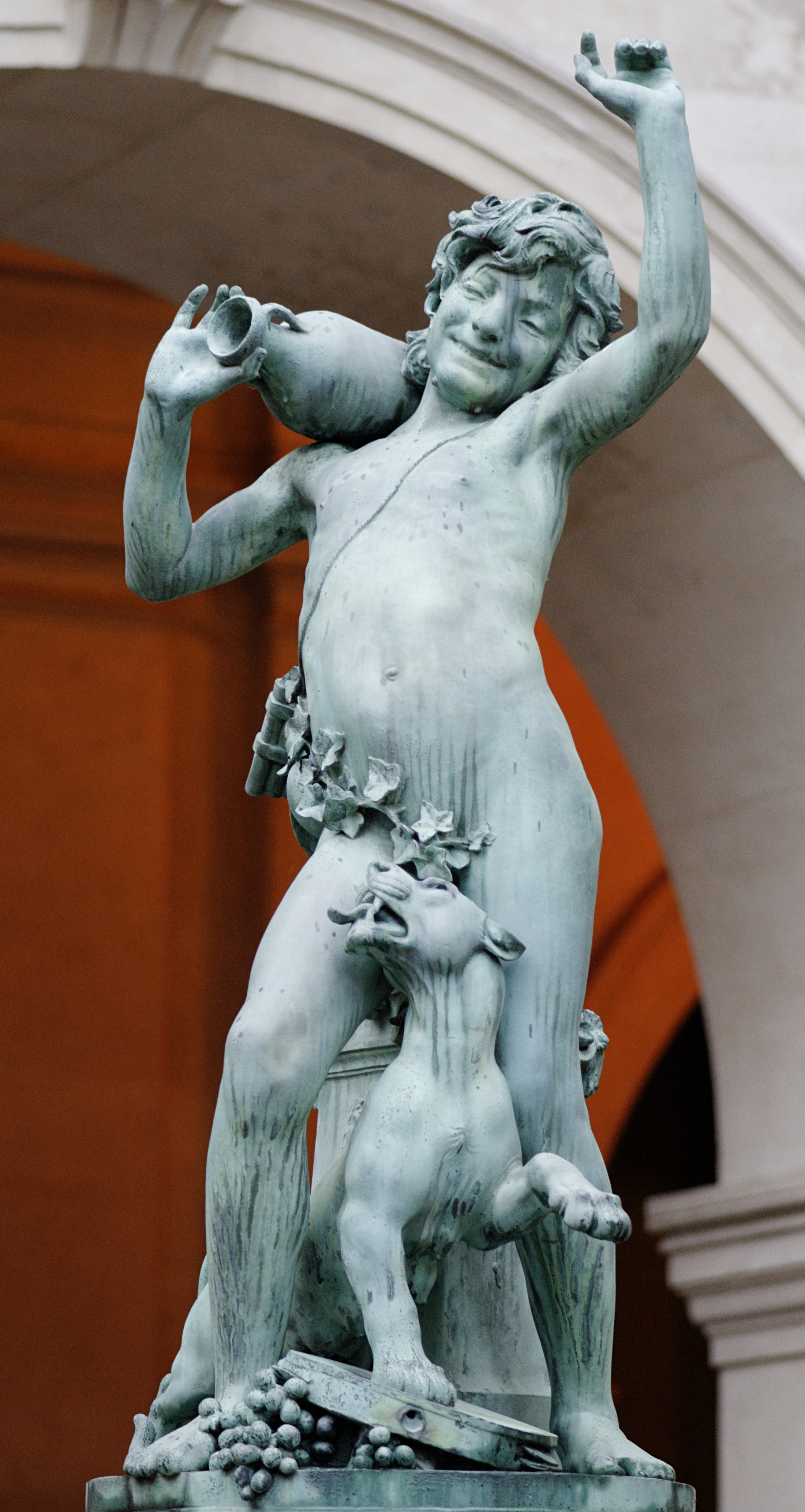
Faune ivre bronze de Léon Cugnot.
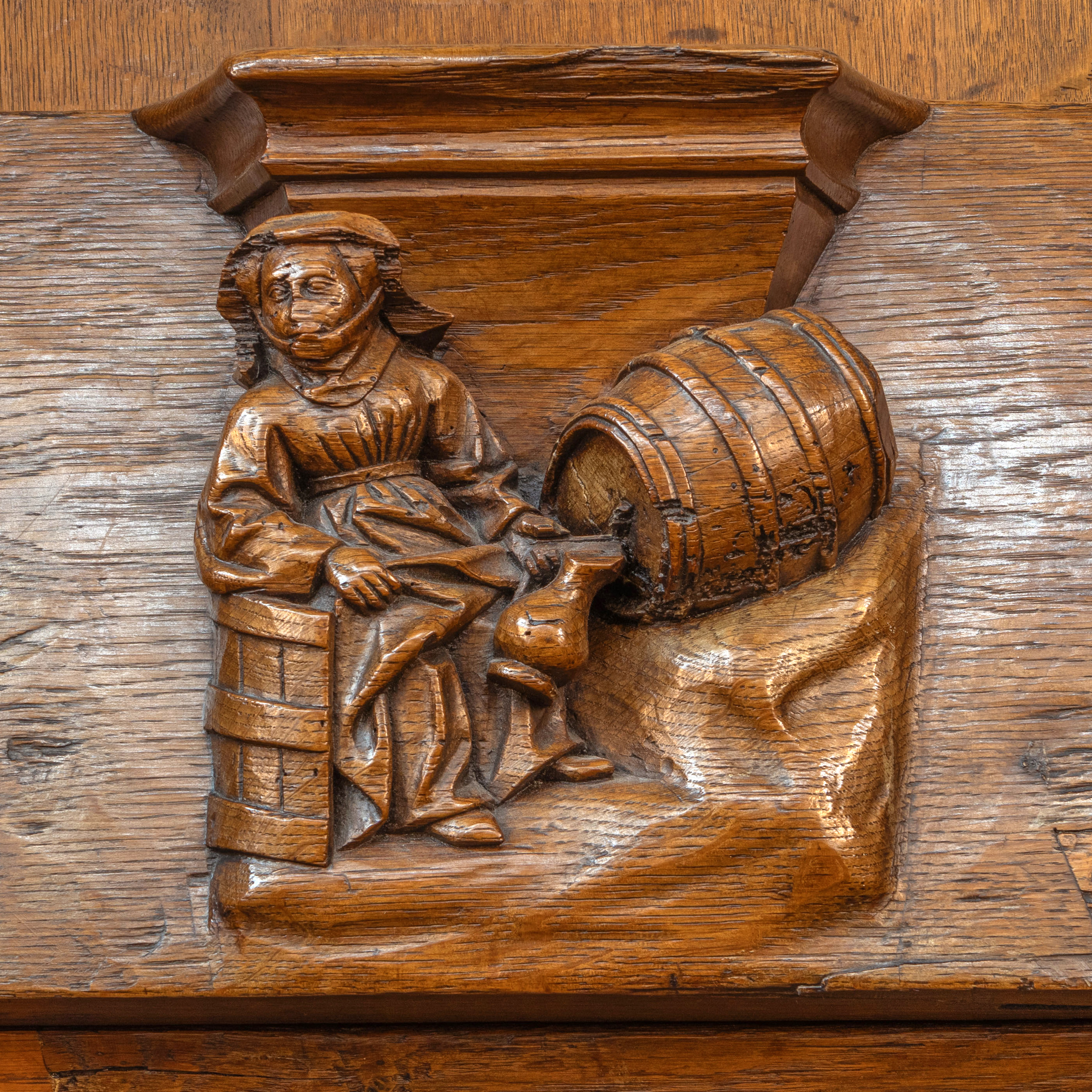
Sculptures en bois sur les stalles du chœur de l'église Notre-Dame (Grote Kerk), à Breda, gothique brabançon.
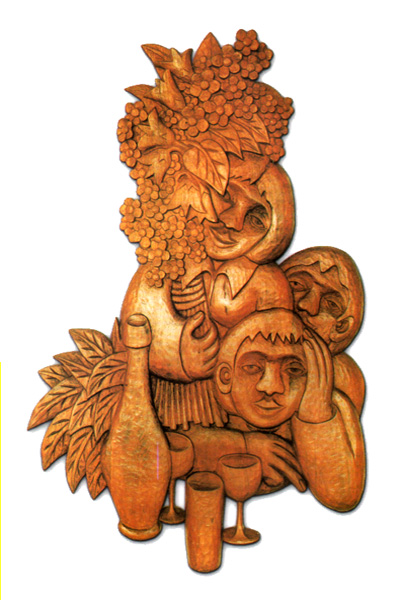
Toast à trois, les chiffres de Linden de Plechatý Václav.

Le Faune ivre de Louis-Léon Cugnot prend le contre-pied de l'œuvre précédente. Après avoir obtenu le Prix de Rome en 1859, conjointement avec Alexandre Falguière, il devint pensionnaire de la Villa Médicis de 1860 à 1863. Ce fut là, en 1863 qu'il réalisa cette figure mythologique au vin joyeux.
Václav Plechatý est un graphiste et sculpteur tchèque, né le 26 février 1948 qui vit et travaille à Liberec. Issu d'une famille de charpentier, il mania très tôt le ciseau à bois. Si son graphisme a été influencé par celui de l'Afrique noire et des Indiens d'Amérique, ses sculptures sur bois représentent des personnages à l'aspect simplifié caractérisés par de grandes mains et de grands yeux.

### Arts graphiques
Le timbre de un franc vermillon au type Cérès fait partie de la première émission de timbres d’usage courant français, émise le 1er janvier 1849. Cette « Cérès » déesse des moissons, symbole de la Deuxième République, a été dessinée et gravée par Jacques-Jean Barre qui lui a ajouté une grappe de raisin dans la chevelure. Il y eut un seul tirage de 509 700 timbres, le stock restant de 112 400 exemplaires a été détruit le 21 juillet 1851. Le un franc vermillon est le plus recherché et le plus cher des timbres-poste de France. Compte tenu de sa cote, c'est l'une des raretés de la philatélie thématique, consacrée à la vigne et au vin.
| Sujet | Sujet              | Document | Date | Artiste            | Dimensions  | Technique          | Thème | Contexte historique |
| ----- | ------------------ | -------- | ---- | ------------------ | ----------- | ------------------ | --- | --- |
| 1     | Un franc vermillon |          | 1849 | Jacques-Jean Barre | 2,2 × 1,8   | typographie à plat | Allégorie de la France agricole et rurale sous la IIe République | Apparition de l'oïdium en 1847, du phylloxéra en 1863 et du mildiou en 1878 Totale pénurie de vins chez les négociants de Bercy, due aux ravages de l'oïdium, et apparition des premiers vins factices en mars 1857 |
| 2     | Vin Mariani        |          | 1894 | Jules Chéret       | 42,5 × 29,7 | lithographie       | Publicité pour le Vin Mariani élaboré à partir de vin de Bordeaux et d'extrait de feuilles de coca. Cette boisson aurait inspiré, en 1885, la création du docteur Pemberton d'Atlanta, le French Wine Coca, ancêtre du Coca-Cola.            | En 1890, la Champagne est atteinte à partir de l'Aisne (Trélou-sur-Marne, près de Dormans), quatre ans plus tard tout le vignoble de Champagne est atteint.                                                         |
| 3     | Moët & Chandon     |          | 1899 | Alfons Mucha       | 60.8 × 23   | lithographie       | Publicité pour Moët & Chandon, maison de Champagne fondée en 1743. Il s'agissait du Crémant Impérial. À la suite de la loi no 75-557 du 4 juillet 1975 cette appellation est réservée aux méthodes champenoises des autres régions viticoles | texte |
| 4     | Heidsieck & Co     |          | 1901 | Alfons Mucha       | 66.5 × 49.7 | lithographie       | Publicité pour Piper-Heidsieck, maison de Champagne fondée par Florens-Louis Heidsieck le 16 juillet 1785. Le nom Heidsieck avait été combiné avec celui de Piper en octobre 1839                                                            | Révolte des vignerons du Languedoc en 1907 |

Dans cette France rurale, dont le premier timbre-poste rappelait que « le vin est à peu près aussi nécessaire que le pain », le négoce en vins s'estimait satisfait et ses représentants affirmaient : « S'il est un commerce important en France, c'est sans contredit celui des vins, les transactions auxquelles il donne lieu sont innombrables, les bras qu'il occupe constituent plus du tiers des travailleurs de notre pays, et la masse des capitaux qu'il met en mouvement est incalculable ». Mais dans cette ambiance de première mondialisation des marchés, les vignes européennes furent bientôt ravagées par l'oïdium, le mildiou puis le phylloxéra venus des États-Unis. Il fallut attendre la fin du XIXe siècle pour que l'espoir renaisse grâce à la pépinière viticole française. C'est ce dont font état les lithographies de Jules Chéret et d'Alfons Mucha[réf. souhaitée].

### Dessin et bande dessinée

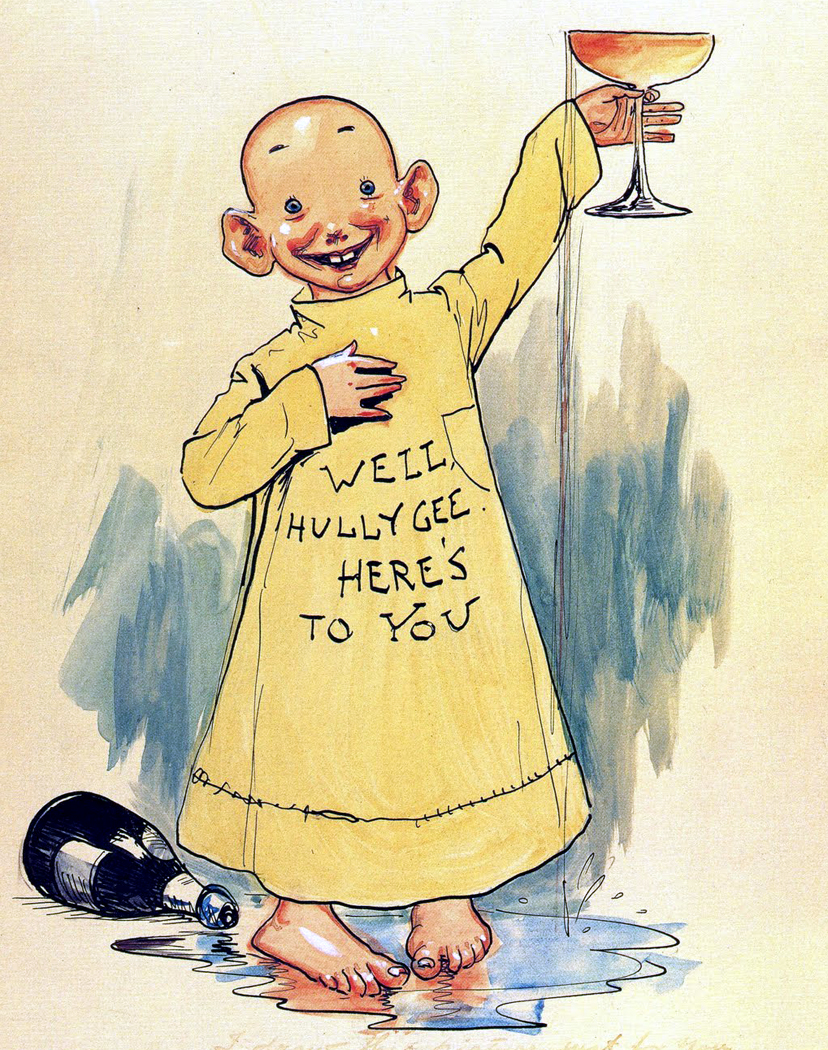
The Yellow Kid dégustant sa coupe de champagne

The Yellow Kid est l'un des premiers personnages de bande dessinée américaine. Il a été dessiné par Richard Felton Outcault de 1894 à 1896 dans la série Hogan’s Alley, puis de 1896 à 1898 dans McFadden’s Row of Flats. Le dessin est dominé par un petit garçon habillé en jaune, qui devient vite un personnage extrêmement populaire, suscitant le commerce de produits dérivés (du savon au champagne). Le succès du Yellow Kid fait que la série a été considérée par les premiers chercheurs des années 1960 non seulement comme la première bande dessinée américaine mais également comme la première bande dessinée dans l'absolu.

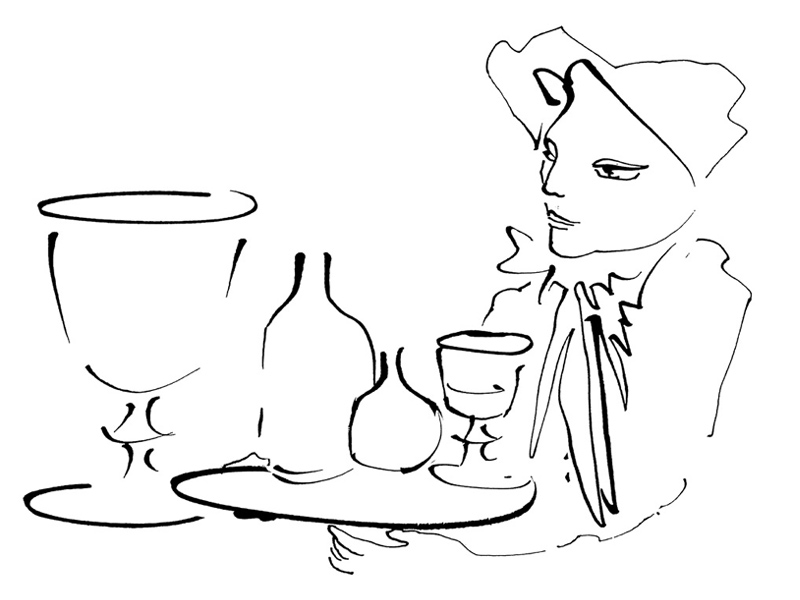
Alain Le Yaouanc, dessin à l'encre de Chine, 2006. Illustration de la carte des vins du restaurant gastronomique 1728 à Paris

Les Gouttes de Dieu est un manga populaire sur le vin écrit par Tadashi Agi et dessiné par Shu Okimoto. Il est paru pour la première fois en novembre 2004 dans le Weekly Morning, un magazine de prépublication de manga, et continue toujours de paraître. En douze albums, cette série raconte les aventures de Kanzaki Shizuku, fils du grand œnologue Kanzaki Yutaka, propriétaire d'une collection de vins inestimables. Dans son testament, il décrit douze grands vins, les douze apôtres, ainsi qu'un treizième mystérieux vin idéal nommé Les Gouttes de Dieu. C'est à cette quête que s'attache le jeune orphelin en compagnie de Tōmine Issei, un jeune œnologue adopté par son père une semaine avant sa mort. Ce manga a été reconnu comme le « Meilleur livre du monde sur le vin » lors du Gourmand World Cookbook Awards 2009.
Adèle Blanc-Sec, héroïne de bande dessinée, est un clin d'œil au vin blanc. Le film Les Aventures extraordinaires d'Adèle Blanc-Sec qui a été tourné en 2010 est de la même inspiration. Cette série a été créée par Jacques Tardi. Elle fut d'abord publiée directement en albums cartonnés en 1976 pour les deux premiers épisodes par l'éditeur Casterman, et, ensuite, prépubliée notamment dans  (A SUIVRE) en 1980 avant mise en albums cartonnés par le même éditeur. Outre le film, la série a inspiré une chanson scottish, composée par Frédéric Paris de l'ensemble musical La Chavannée et publiée dans l'album Rage de Danse en 1986,.

## Vin dans les arts descriptifs

### Théâtre

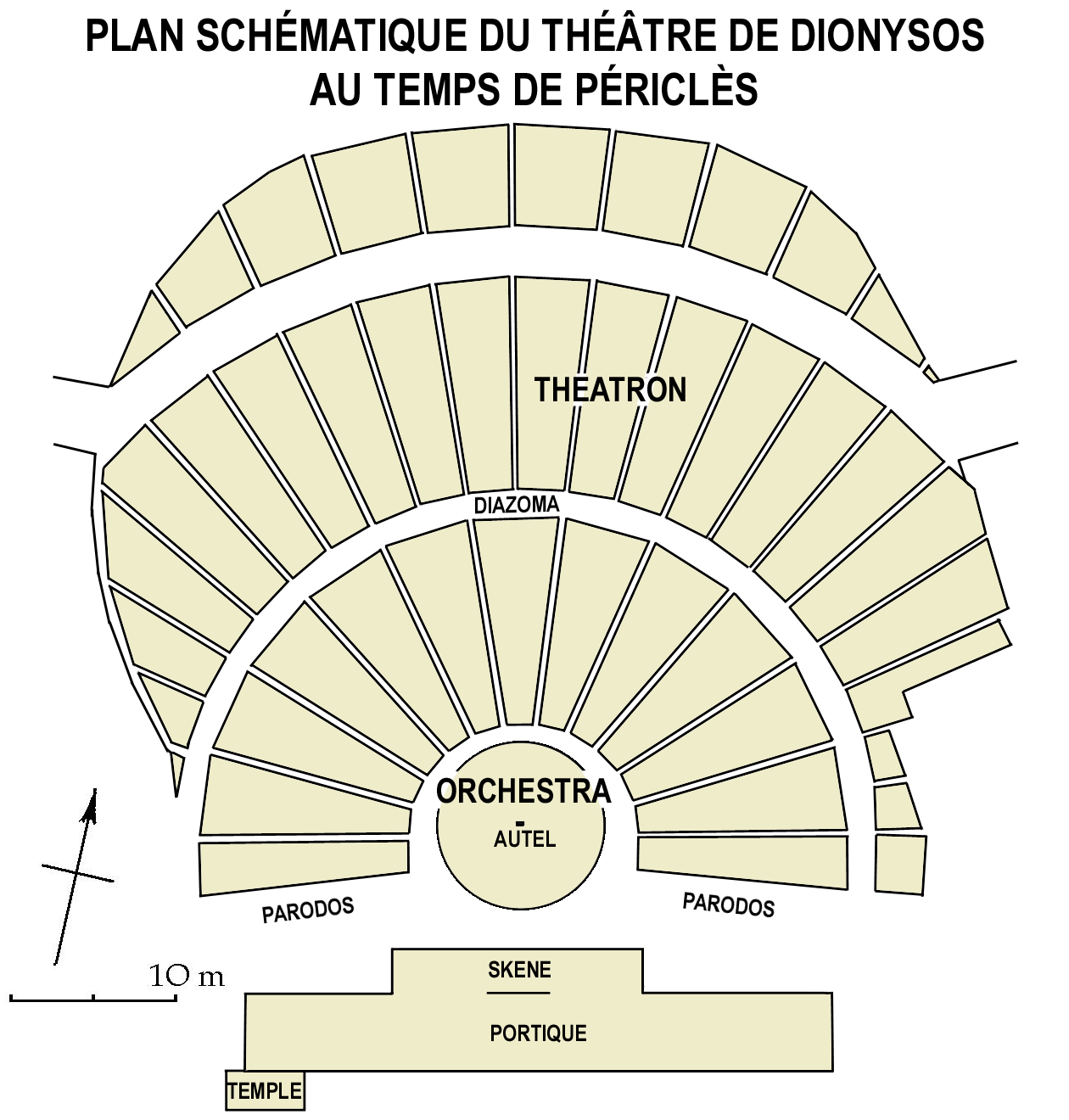
Théâtre de Dionysos à Athènes du temps de Périclès

Le genre tragique a pour origine la Grèce antique. La tragédie grecque, dont la date de naissance précise reste inconnue, trouve ses racines dans le culte rendu au vin. Le premier concours tragique des Dionysies se situe vers 534, sous Pisistrate, et la première tragédie conservée (Les Perses d'Eschyle) date de 472. Mais Eschyle avait été précédé de tragiques illustres dont l'œuvre nous est perdue, comme Thespis, Pratinas et Phrynichos le Tragique.
En se basant sur les textes antiques, les études sur la céramique grecque et les analyses des fouilles archéologiques, Hugh Johnson a tenté de retracer ce que furent ces festivités avant la représentation théâtrale : « Un jour de mars, quatorze mille Athéniens se pressaient pour célébrer le premier jour des Grandes Dionysies dans le grand théâtre édifié sur le versant Est de l'Acropole. Le veille, on avait sacrifié des bœufs en telle quantité que les rues de la cité étaient encore imprégnées de l'odeur du sang mêlée à celle, plus capiteuse, du vin. Ils vacillaient en buvant à la régalade des lampées de leur trimma, ce vin aomatisé avec un mélange d'herbes, puis se calaient confortablement sur leurs peaux de chèvre étalées sur les durs gradins du théâtre. Selon le protocole, les derniers à prendre place dans l'immense amphithéâtre furent les principaux magistrats de la cité et les chefs de l'armée, puis les prêtres de Dionysos Éleuthère, le dieu du vin d'Éleusis, venus du nord par la route de Thèbes. Ils s'assirent sur des trônes de pierre au bord de la vaste scène semi-circulaire en marbre sur laquelle se déroulaient déjà des figures de danse compliquées et rythmées par les chants et les tambourins. Les danseuses n'étaient couvertes que de fines peaux de faon, coiffées de couronnes de lierre, elles portaient de longues tiges creuses de fenouil sauvage ornées de feuilles de lierre et surmontées par une pomme de pin. Les danseurs sautillaient de manières grotesques, balançant devant eux d'énormes phallus de cuir et derrière eux de longues queues de cheval qui sortaient des pans de leur costume. Chaque fois qu'un de ces satyres essayait d'agripper une des ménades, elle lui échappait en le frappant de son thyrsis, le sceptre du dieu du vin et le symbole de sa puissance. »
Depuis nombre d'auteurs de pièces théâtrales ont célébré le vin. Parmi les plus grands, Shakespeare  fait dire à Falstaff : « Un bon xérès a deux effets : d'abord, il monte au cerveau, éloigne les tristes et sottes pensées qui l'enténèbrent, délie la langue et l'esprit ; ensuite, il réchauffe le sang et en chasse la pusillanimité et la couardise. » Et le dramaturge met encore dans la bouche de son héros : « Si j'avais un millier de fils, le premier principe que je leur inculquerais, ce serait de fuir les breuvages sans force et de s'adonner au xérès. »
Dans la période contemporaine, le vin s'essaie aussi à l'humour théâtral avec Marcel Pagnol ou à la nostalgie lors d'un one man show radiophonique avec Pierre Desproges. Dans Fanny, la verve pagnolesque s'enfle jusqu'au surréalime :
« Servez-moi une bouteille de vin blanc s'il est frais. 
- S'il est frais ? Touchez-moi ça ! On dirait que ça vient des vignobles du pôle Nord ! ».
Tandis [Quoi ?]l'humour caustique de Desproges s'attendrit pour décrire : « En juin, au marché des pêcheurs, on ne se piétine pas encore : on flâne. Derrière le port, la tomate-cerise est pour rien à l’étalage de la maraîchine. On la croque au sel sur le sable avec une branche de basilic et un verre de vin blanc de Brem glacé ».

### Littérature
Nombre d'auteurs, de poètes, de philosophes ont célébré le vin en général. Le plus souvent, il est utilisé comme symbole d'allégresse, de volupté, de fraternité et, bien sûr, de l'ivresse. La Bible elle-même qui cite quatre-cent-quarante-trois fois le vin, ne fait référence à sa couleur que dans le livre des Proverbes (XXXIII, 32). Dans ce rite :
« Il doit remplir les coupes qu'il colore en rubis et s'ingurgite avec volupté. »
Virgile, dans ses Bucoliques, Églogue IV, chante le Chio, un des grands vins de l'Antiquité, qui, grâce à Bacchus, réjouit le cœur et le corps :
Parce que c'est Bacchus qui fait rire la fête,

Dans des coupes de bois, je verserai ce vin,

Le rouge de Chio qui nous monte à la tête

Et réchauffe les cœurs comme un nectar divin.
François Villon fait appel à lui dans son Grand Testament. Le vin morillon sera son dernier recours face à la mort :
Prince, gent comme esmérillon,

Sachez qu'il fist au départir

Ung trait but de vin morillon

Quant de ce monde voult partir.
François Rabelais, écrivain, philosophe et médecin originaire de Seuilly (près de Chinon, Touraine) célèbre à maintes reprises le petit vin d'Anjou qu'il appréciait et qu'il fit apprécier de ses héros littéraires. Il a légué une kyrielle d'expressions:
- « Buvez, afin d'éviter que la soif advienne ! »
- « Le vin est ce qu'il y a de plus civilisé au monde. »
- « Le jus de la vigne clarifie l'esprit et l'entendement, apaise l'ire, chasse la tristesse et donne joie et liesse. »
- « Jamais homme noble ne hait le bon vin. »
- « Boire est le propre de l’homme, boire vin bon et frais, et de vin, divin on devient. »

Au siècle des lumières, Voltaire et Casanova célèbrent le vin des fêtes, bu sur les bonnes tables.

« Chaque convive avait à sa droite une bouteille qui pouvait être du vin blanc ou de l'hydromel. Je sais que je bus... de l'excellent bourgogne blanc »

— Casanova
Le vin le plus couramment cité dans la littérature francophone est le champagne.

« De ce vin frais l’écume pétillante
De nos Français est l’image brillante. »

— Voltaire
Dans ses Dialogues et entretiens philosophiques, Voltaire parle des chopines de vin rouge que frère Rigolet réussit à obtenir de l'empereur de Chine. Frère Rigolet demande à l'empereur du vin rouge mais celui-ci lui demande alors pourquoi du rouge au lieu de vin blanc (qu'il dit meilleur au déjeuner). Rigolet lui répond alors qu'il veut changer le vin en sang, ce qui amuse l'empereur qui accepte alors de se prêter au jeu. Le frère lui raconte alors toute une histoire sur dieu et prononça quelques mots en latin pour pouvoir finalement descendre cléricalement la bouteille.
Lord Byron, dès 1821, dans son poème Don Juan, avait cloué au pilori les censeurs dans son Chant II, st. CLXXVII
Few things surpassed old win ; and they may preach

Who please,- the more beacause they preach in vain,

Let us have wine and women, mirth and laughter,

Sermons and soda-water the day after.
Peu de choses surpassent le vieux vin ; et ils peuvent prêcher

Qui leur plaît,- car en plus, ils prêchent en vain,

Laissez-nous avoir du vin et des femmes, la joie et le rire,

Sermons et eau gazeuse le lendemain.
Quant à Verlaine, il célèbre la communion intime du vin et du sang :
Frère de sang de la vigne rose,

Frère de sang de la vigne noire,

Ô vin, ô sang, c'est l'apothéose.
Mais la palme revient au philosophe Gaston Bachelard qui donne des effets du vin l'une de ses plus belles définitions :

« Le vin délivre les cœurs de leur peine, c'est pourquoi les sages le nomment la clé du verrou des tristesses. J'aime cette liqueur de pourpre. Elle flétrit la face du souci et elle enfante l'allégresse. »

### Musique classique

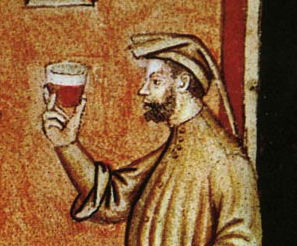
Chantons et buvons, les amis, buvons donc !

Popularisé par Pierre Attaingnant dans un recueil publié en 1530, le tourdion, initialement une danse, a subsisté comme chanson à boire :
Quand je bois du vin clairet

Ami tout tourne, tourne, tourne, tourne

Aussi désormais je bois Anjou ou Arbois

Chantons et buvons, à ce flacon faisons la guerre

Chantons et buvons, les amis, buvons donc !
Des chansons à boire de la Renaissance (XVe siècle et XVIe siècle) ont été reprises, sous le titre Les Plaisirs du palais, par l'Ensemble Clément-Janequin, placé sous la direction de Dominique Visse. Au XVIIIe siècle, le bourguignon Jean-Philippe Rameau composa un canon à trois voix Avec du vin, endormons nous. La valse Wein, Weib und Gesang, Op. 333, composée par Johann Strauss qui en reçut la commande le 2 février 1869, reprend une trilogie « vin, femme et chanson », thème universel qui se retrouve dans nombre de pays et en différentes langues. En Inde, en bengali/hindi/sanskrit - Sur, Sura, Sundari (musique, vin et femme) et en ourdou - Kabab, Sharab aur Shabab (viande, vin et beauté des femmes). En Scandinavie, elle se retrouve en danois - Vin, kvinder og sang (vin, femme et chanson), finnois - Viini, laulu ja naiset (vin, chanson et femme), norvégien - Piker, vin og sang (femme, vin et chanson) et suédois - Vin, kvinnor och sång (vin, femme et chanson). En Europe centrale, bien sûr en allemand - Wein, Weib und Gesang (vin, femme et chanson), mais aussi en polonais - Wino, kobiety i śpiew (vin, femme et chanson) et en tchèque - Víno, ženy a zpěv (vin, femme et chanson). En Europe du Sud avec des variantes, elle se chante en espagnol - Naipes, Mujeres y Vino, Mal Camino (cartes, femme, et vin, mauvaise vie) et en italien - Bacco, tabacco e Venere (Bacchus, tabac et Vénus).

### Art lyrique
Dans le Thésée de Lully, qui fut créée à Saint-Germain-en-Laye, devant Louis XIV et sa Cour, le mardi 15 janvier 1675, après une danse de Sylvains et de Bacchantes, le prologue se termine par un air de Bacchus sur le pouvoir consolateur du vin. L'œuvre lyrique de Rameau comporte aussi - au moins - deux hommages à Bacchus : dans le prologue de Platée :
Le ciel répand sur nous sa plus douce influence
Bacchus a comblé nos désirs
Coulez, jus précieux, coulez en abondance,
Vous êtes l'âme des plaisirs.
...
Charmant Bacchus, dieu de la liberté,
Père de la sincérité,
Aux dépens des mortels tu nous permets de rire.
etc.
et l'acte de ballet d'Anacréon.
Le pétillant vin de champagne est souvent de la fête à l'opéra comme dans le Brindisi de La traviata de Giuseppe Verdi. Pourtant, ce n'est pas en l'honneur du compositeur sicilien Vincenzo, mais du peintre vénitien Giovanni, que le barman du Harry's Bar a créé le Bellini, cocktail au prosecco (ou au champagne) et à la pulpe de pêches blanches.
Dans le Don Giovanni de Wolfgang Amadeus Mozart, créé à Prague le 29 octobre 1787, on trouve une aria à la gloire de ce vin : Finch'han del vino, baptisée aussi Air du Champagne. Ce qui n'empêche d'ailleurs pas le héros d'aimer aussi les cépages italiens : « Versa il vino! Eccellente Marzemino ! »
Enfin, le deuxième acte du Faust de Gounod, créé au Théâtre Lyrique le 19 mars 1859, commence par un chœur de soldats, d'étudiants et de villageois qui chante joyeusement la chanson à boire Vin ou Bière :
| Vin ou bière, Bière ou vin, Que mon verre Soit plein ! | Sans vergogne, Coup sur coup, Un ivrogne Boit tout ! | Jeune adepte Du tonneau, N'en excepte Que l'eau ! | Que ta gloire, Tes amours, Soient de boire Toujours ! |

### Cinéma
De nombreux films se passent au milieu des vignes, avec une action qui tourne autour de l'élaboration du vin.

#### Mondovino
Le plus médiatisé a été Mondovino, film documentaire franco-américain réalisé par Jonathan Nossiter et présenté au festival de Cannes en 2004. Il met en scène les sagas de succession de milliardaires de la Napa Valley en Californie, les rivalités de deux dynasties aristocrates florentines, et les conflits de trois générations d'une famille bourguignonne se battant pour conserver ses quelques hectares de vignes. Apparait aussi un œnologue bordelais chantre de la modernité de l'Italie à l'Argentine en passant par New York. Bilan : le vin, symbole de civilisation, est devenu l'enjeu d'un féroce combat où l'argent le dispute à la gloire.

#### Verde Vinho
Le film raconte l'histoire d'un vieux portugais immigré au Brésil. Le scénario joue sur la rencontre de son passé avec la réalité du Portugal d'alors. Les deux principaux acteurs sont Dionísio Azevedo et Paulo Alexandre. Tout au long du film, le vieil immigré revit ses amours, ses drames et les événements qui l'ont forcé à quitter le Portugal. Tourné au Brésil (São Paulo, Rio de Janeiro) et au Portugal (Porto, Lisbonne, Coimbra, Madère), il fait découvrir la musique populaire traditionnelle, les fêtes traditionnelles, dont celle de Notre-Dame de l'Agonie à Viana do Castelo, des chansons tirées de vieux films portugais, le fado de Lisbonne et de Coimbra, avec en contre-point la chanson Verde Vinho de Paulo Alexandre.

#### Sideways
Le film américain réalisé par Alexander Payne, sorti en 2004, raconte l'histoire de deux amis lors d'une virée dans les caves de la Californie. Jack, que le vin indiffère, s'est laissé convaincre de faire la tournée des grands ducs par son ami Miles, œnophile convaincu. Les deux hommes rencontrent Stephanie et Maya lors d'une dégustation. Jack entreprend de séduire Stephanie et menace bientôt de rompre là ses noces annoncées. D'autres films traduisent un art de vivre ou un savoir-faire, à l'exemple de Une grande année de Ridley Scott où Max, un trader Anglais, reçoit un domaine viticole en héritage à la suite du décès de son oncle et revient alors dans le Luberon. « Sous le soleil, au cœur de la douceur de vivre provençale, Max va mener l’enquête et découvrir que la vie doit être savourée comme un grand cru ». 
Plus proche de l'évolution des mœurs, Les filles du maître de chai est un téléfilm de François Luciani diffusé en 1997 en trois épisodes. Son intrigue se situe en 1929 dans un château du Bordelais. Lors de la gerbaude (fête de fin des vendanges), Jean, le fils des chatelains et Maddy, la fille du maitre de chai décident de forcer leur union et de mettre leurs parents devant le fait accompli en ayant un enfant. Mais Juliette, la seconde fille du maître de chai, est aussi amoureuse du jeune châtelain. Elle réussit à prendre la place de sa sœur pour retrouver Jean et se retrouve avec lui dans une grange. La supercherie de Juliette découverte, Jean s'exile à Bordeaux puis en Australie et à Londres ou il s'initie au négoce de vin. Juliette, qui est enceinte, décide de se lancer dans la haute-couture, tandis que Maddy se fixe comme seul objectif devenir maitre de chai comme son père.

### Chanson

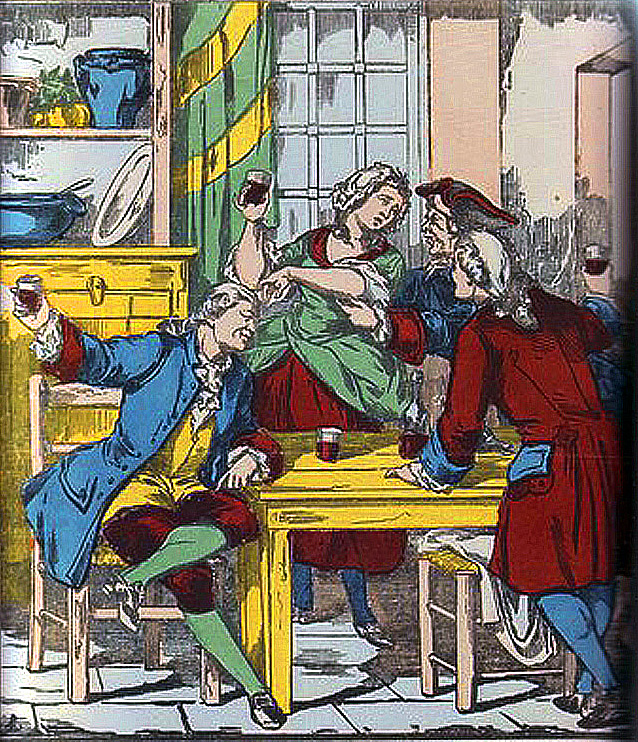
Fanchon, elle aime à rire, elle aime à boire

Le vin célébré par les poètes a toujours été mis en musique. Fanchon était aux XVIIe et XVIIIe siècles, le prototype de la jeune paysanne délurée, souriante et ayant la parole facile. Ce prénom a été associé à une célèbre chanson à boire datant de justement du XVIIe :
Amis, il faut faire une pause
J’aperçois l’ombre d’un bouchon
Buvons à l’aimable Fanchon
Pour elle, faisons quelque chose
Les chevaliers de la table ronde est une chanson populaire en France, au Québec, en Suisse et en Nouvelle-Angleterre.
Chevaliers de la table ronde,

Goûtons voir si le vin est bon ;

Goûtons voir, oui, oui, oui,

Goûtons voir, non, non, non,

Goûtons voir si le vin est bon.

Il est surnommé vin des femmes...

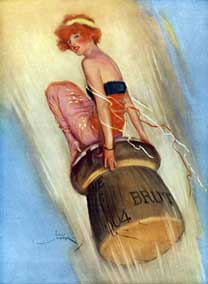
Et, comm' le champagne y pleuvait,
J'n'vous l'cach'pas, je suis pompette

Musique et poésie, il suffit d'un pas pour découvrir la galanterie et ce que fit Marc-Antoine Desaugiers, chansonnier et vaudevilliste, qui rimait au début du XXe siècle :

« À vous je m'adresse, Mesdames,
Je vais chanter le Saint-Péray.
Il est surnommé vin des femmes,
C'est vous dire s'il est parfait,
La violette qu'il exhale
En rend le goût délicieux. »

La Vigne au vin est une ronde et une chanson de vendanges française, dont le schéma initial remonte au moins au xvie siècle. Elle écrit notamment chacune des étapes du vin.
Une pointe de champagne est une chanson de Harry Fragson, créée vers 1890. Je suis pocharde, chanson de Louis Byrec écrite par Yvette Guilbert vers 1895 fait la part belle au plus connu des effervescents: 

« J'viens d'la noce à ma sœur Anette
Et, comm' le champagne y pleuvait,
J'n'vous l'cach'pas, je suis pompette,
Et j'ai pincé mon p'tit plumet.
Je sens flageoler mes guiboles
J'ai l'cœur guil'ret, l'air folichon
J'suis prête à faire des cabrioles
Quand j'ai bu du Moët et Chandon. »

Au début de la Première Guerre mondiale Quand Madelon... (Quand Madelon vient nous servir à boire), paroles de Louis Bousquet, musique de Camille Robert, devint la rangaine à la mode dès 1914 grâce à l'interprétation donnée par Charles-Joseph Pasquier.
Par contre, le vin destinés aux tranchées fut régulièrement dénigré par les poilus. Ils le baptisèrent « campêche », du nom du même bois qui colorait l'eau en rouge ou « fuchsia », en souvenir du sel de zinc qui avait la même action. Mais les plus célèbres de ses qualificatifs restent « le pinard » et « la vinasse », à jamais unis dans ce refrain :

« Le pinard c'est de la vinasse
Ça réchauffe là oùsque ça passe
Vas-y, Bidasse, remplis mon quart
Vive le pinard, vive le pinard! »

La Butte rouge chanson anti-guerre de Montéhus, écrite en 1919, dans un tout autre registre rend hommage aux sacrifiés :
La Butt’ rouge, c’est son nom, l’ baptême s’ fit un matin

Où tous ceux qui montaient roulaient dans le ravin.

Aujourd’hui y’ a des vignes, il y pousse du raisin.

Qui boira ce vin là, boira l’ sang des copains.

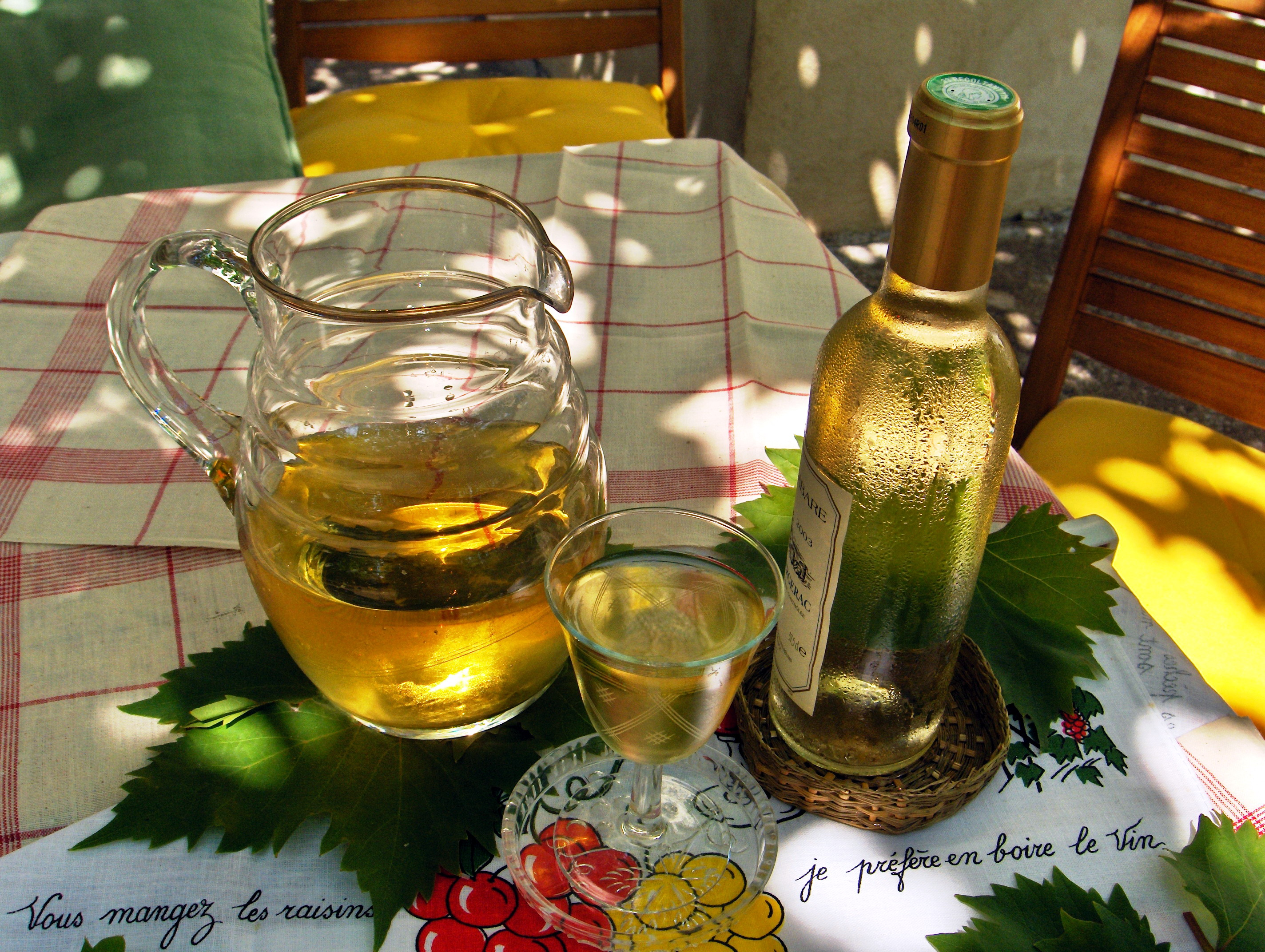
Ah le petit vin blanc...

La chanson la plus connue reste probablement Ah ! le petit vin blanc écrite en 1943 par Jean Dréjac, composée par Charles Borel-Clerc, et chantée par Lina Margy. Sa commercialisation a battu le record des ventes avec ses 1,5 million d’exemplaires vendus. Elle est suivie de près par Boire un petit coup, datant de 1947. Sur une musique de Félix Boyer (1880-1980), cette chanson à boire a été interprétée par Gaby Morlay et Michel Simon dans le film d'Henri Decoin : Les Amants du pont Saint-Jean sorti lui aussi en 1947.
Le vin peut servir à noyer ses regrets, sa nostalgie d'un passé définitivement révolu ou à retrouver l'espoir. C'est le thème de « Verde Vinho », une chanson portugaise à la gloire du vinho verde, succès de Paulo Alexandre dans les années 1980, dont le disque a été vendu à plus de 200 000 exemplaires,. Le grand succès au Brésil et au Portugal de cette chanson, a incité Playtime et Eliasom, deux sociétés de production cariocas, à tourner un film Verde Vinho. Paulo Alexandre y joue le rôle du chanteur Otavio Lima, aux côtés de Dionísio Azevedo, Maria de Lourdes, Gui Abreu Lima, Zezé Barros, Zezito Martins, João Carlos Mota et Arnaldo Weiss. Son refrain est devenu une « Chanson à boire » dont la popularité a été mondiale :
| Vamos brindar com vinho verde Que é do meu Portugal E o vinho verde me fará recordar A aldeia branca que deixei atrás do mar. | Allons trinquer au vinho verde Qui est de mon Portugal Et le vinho verde me rappellera Mon village blanc au-delà de la mer. |

| Vamos brindar com verde vinho P'ra que possa cantar, canções do Minho Que me fazem sonhar, Com o momento de voltar ao lar. | Allons trinquer au vinho verde Qu'on puisse chanter, les chansons du Minho Qui font me font rêver, Au moment de retourner à la maison |

Viens boire un p'tit coup à la maison, chanson à boire sortie en 1986 en France par le groupe Licence IV.
Allez viens boire un p'tit coup à la maison

Y a du blanc, y a du rouge du saucisson
Il peut être cité également la chanson Joyeux enfants de la Bourgogne (Joseph Samson), qui est une chanson traditionnelle aux origines bourguignonnes.

## Vin et collections

### Philatélie
Une des collections majeures et de renommée mondiale sur ce thème a été celle d'Eugène Favre (1910-1978), de Sion qui a obtenu de nombreuses médailles d'or aux expositions internationales. Elle était divisée en dix-sept thèmes secondaires dont La vigne à la conquête du monde, Les vignobles du monde, Les travaux de la vigne, La vigne et le vin dans l'Antiquité, L'éloge du vin, etc. Cette collection a été léguée en 1979 à la firme Provins-Valais.
De même niveau international est la collection de Louis Collinet, président de l'Association française de philatélie thématique. Ses pages, regroupées sous le titre En hommage à Bacchus, commencent par Origine et historique de la vigne où sont abordés les thèmes : Un regard sur la Bible, La mythologie, et L’Odyssée du vin. Suit De la vigne au vin qu’illustrent les thèmes La vigne et les raisins, Les travaux de la vigne, Comment on fait le vin ?  et Conservation et négoce du vin. Une autre partie traite de Buvons le jus de la treille et la thématique se conclut Célébrons le vin avec une partie consacrée aux Fêtes et saints patrons de la vigne et du vin' et une autre qui conclut Faut-il faire l'éloge du vin ? .
Le baron Pierre Le Roy de Boiseaumarié, vigneron à Châteauneuf-du-Pape, cofondateur de l'Institut National des Appellations d'Origine et de l'Académie du vin de France, présida aux destinées de l'Office international de la vigne et du vin et fut membre de l'Académie de philatélie. Cet éminent philatéliste est le seul membre de cette Académie à avoir donné son nom à une rue de Paris,.

### Marcophilie
Une marque postale est toute annotation portée sur une lettre par le service postal qui l'achemine. Les marques les plus communes sont les timbres-poste et l'oblitération. L'étude de ces marques postales s'appelle la marcophilie.
Le vin blanc de Saint-Péray avait un tel renom au XVIIIe siècle que, lorsque la Révolution laïcisa les noms de communes, celle-ci fut nommée Péray vin blanc. Sa marque postale est l'un des fleurons de la marcophilie viti-vinicole.

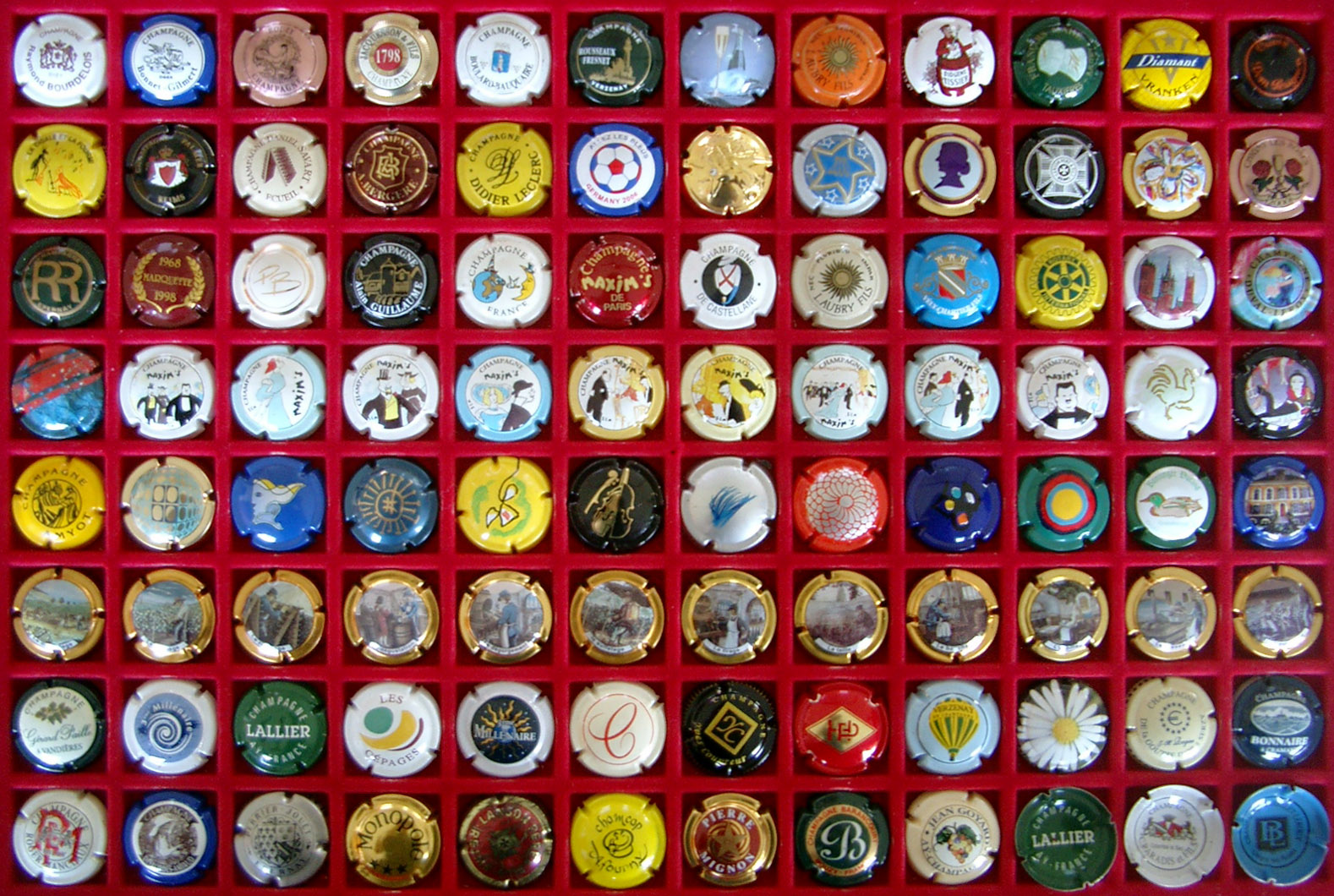
Capsules de champagne dans leur boîte d'exposition

### Placomusophilie
La placomusophilie est la passion de collectionner les plaques de muselet, pièces métalliques rondes, situées au sommet du bouchon d'une boisson effervescente - champagne, mousseux, crémant, etc., qui évite au bouchon maintenu en place par le muselet en fil métallique d'être blessé par ce dernier.
Différents modes de rangement se pratiquent : albums, vitrines, tiroirs, etc. généralement dotés de cases préformées permettant d' « encliquer » les plaques. Le nombre exact de capsules de champagne différentes est difficile à déterminer précisément, mais il est estimé à plus de 30 000. En effet, au cours des dernières années, avec le développement de cette collection, les producteurs y voyant de nouveaux débouchés, ont multiplié les variétés de capsules, n'hésitant pas à changer de couleur tous les ans, pour toutes leurs cuvées. Certaines sont même faites à l'attention exclusive des collectionneurs, ces plaques sont dites de complaisance.

### Œnographilie
L'œnographilie ou œnosémiophilie, en Suisse romande désigne la collection des étiquettes de vin. Cette collection peut être purement œnophile, le classement s'effectuant alors par région, appellation et domaine, ou bien thématique, les étiquettes étant alors classées selon qu'elles sont illustrées par des bâtiments, des œuvres d'art, des costumes traditionnels, des moyens de transport de la vendange ou du vin. À partir du début du XIXe siècle, grâce à l'emploi de la lithographie, apparait l'étiquette passe-partout illustrée. Son style et sa graphie vont évoluer avec son époque. À la fin du XIXe et au début du XXe siècle, sur l'étiquette de vin apparaît le style Art nouveau, puis celui de l'Art déco de 1920 à 1939. Sur cette lancée, en 1924, le Baron Philippe de Rothschild, qui a décidé que tous ses vins seront désormais commercialisés après une mise en bouteille au château, fait appel à Jean Carlu pour orner son premier millésime. Cette étiquette fait date dans l’histoire du cubisme. La collection des étiquettes de vin peut aller de la plus prestigieuse, celles du château Mouton Rothschild en passant par celle très vaste des vins de pays, les étiquettes anciennes ou celles de grands vins à travers le monde.